# Monteggio

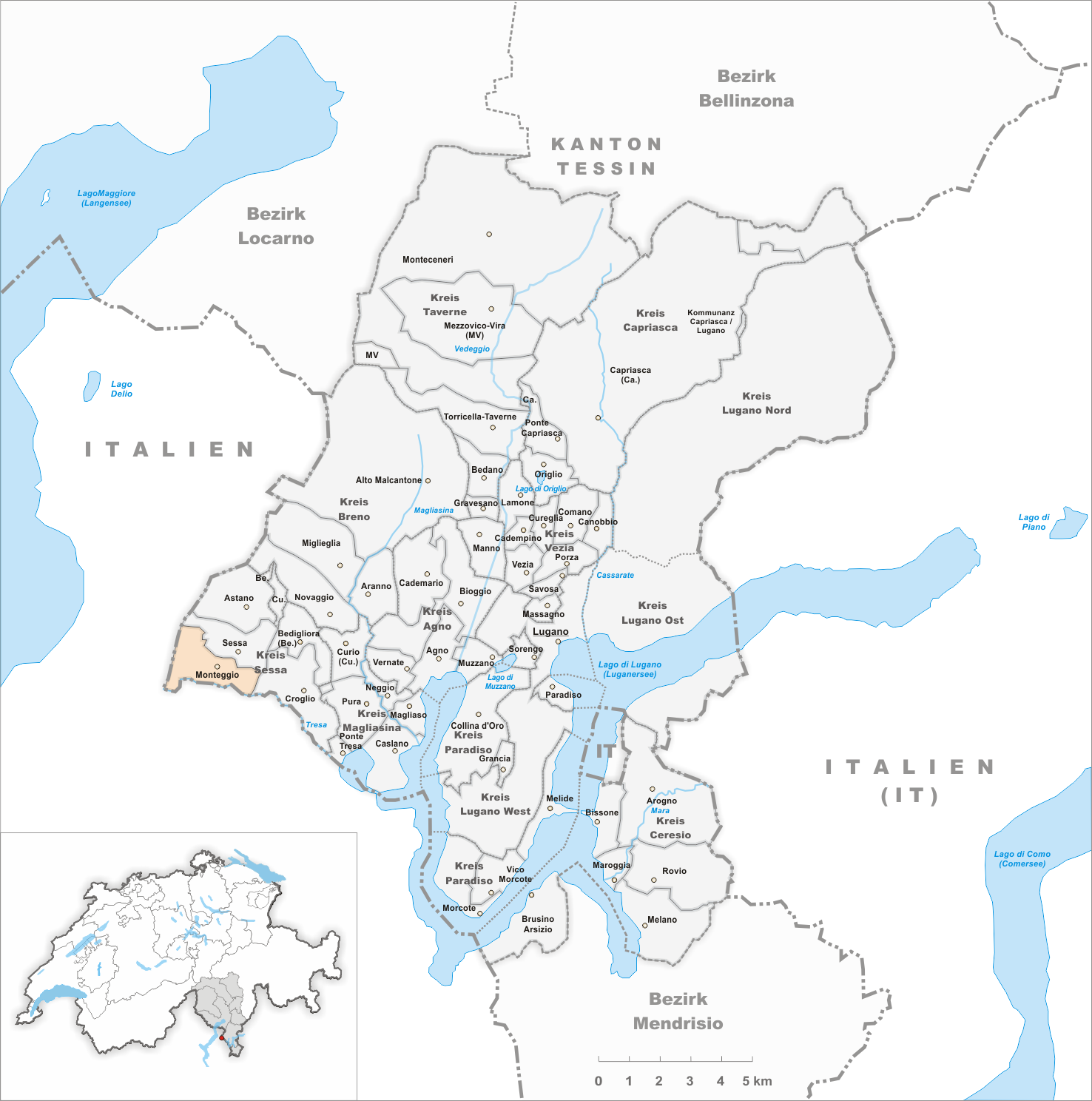
Gemeindestand vor der Fusion am 18. April 2021

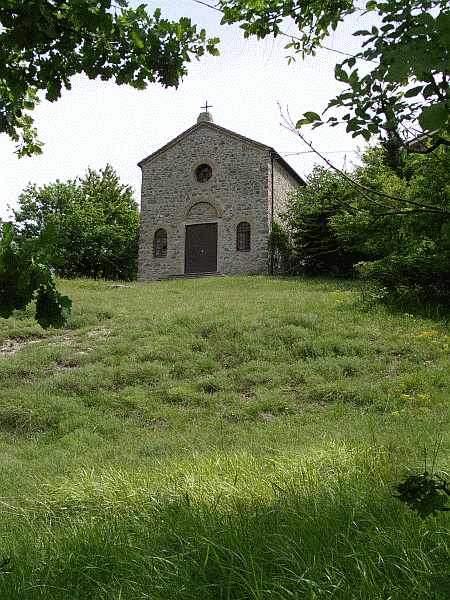
Oratorium Sant’Adalberto

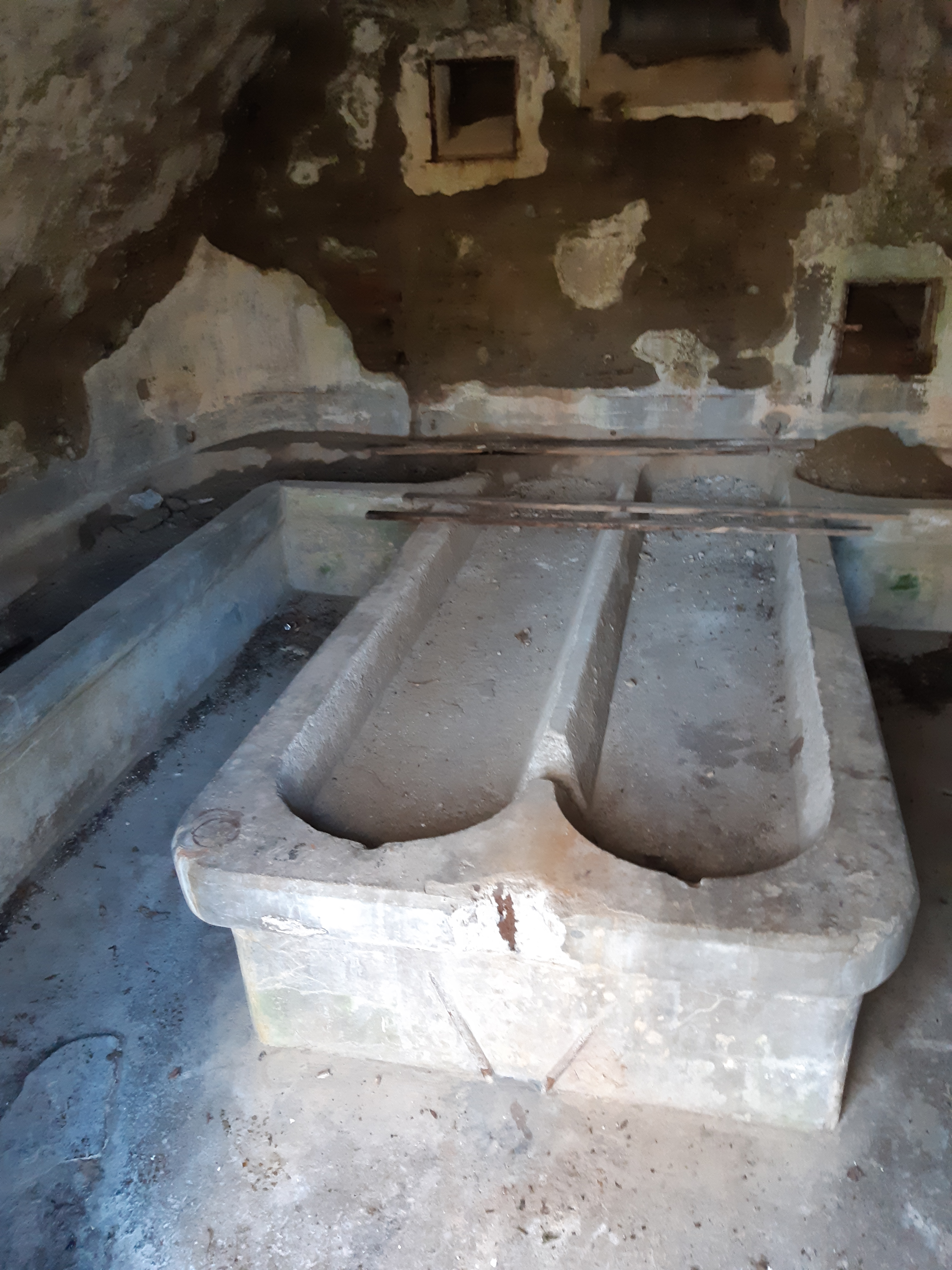
Ehemalige Genossenschaftsmolkerei

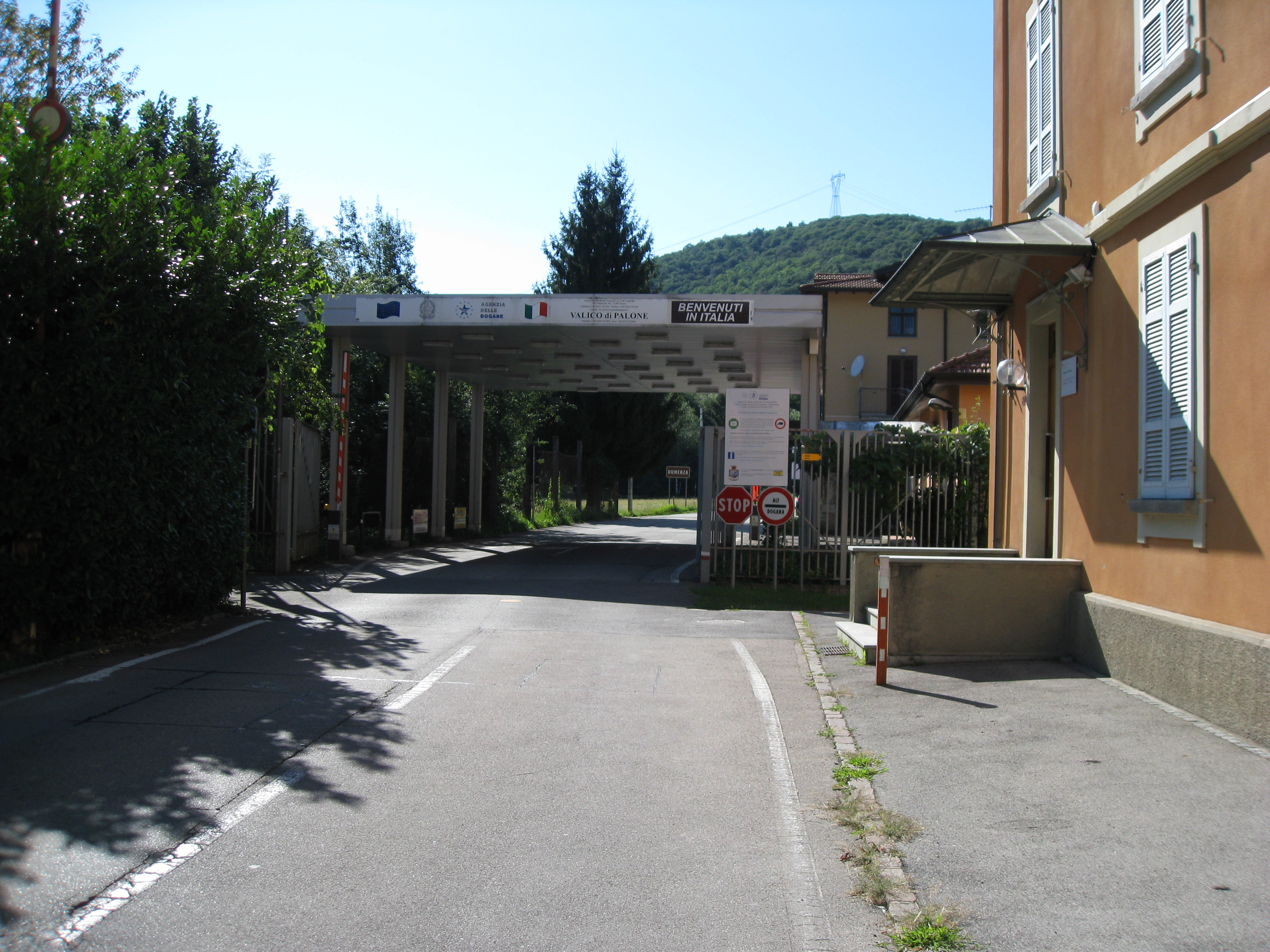
Grenze zu Italien genannt Palone

Monteggio ist ein Ort in der Gemeinde Tresa im Schweizer Kanton Tessin. Bis zum 18. April 2021 bildete er eine eigenständige Gemeinde.

## Geographie
Die Ortschaft liegt mitten in Weinbergen auf 420–433 m ü. M. auf einer das ganze obere Val Tresa beherrschenden Anhöhe, 1,5 km nördlich von Cremenaga. Die einstige Gemeinde besteht aus 26 Fraktionen: Bosco, Bruciata, Busino, Calangeli, Cassinone, Castello, Crocivaglio, Fonderia, Fornasette, Genestraio, Isole, Lisora, Molinazzo, Persico, Pirla, Ponte Cremenaga, Ramello, Rancina, Ressiga, Roncaccio, Ronchetto, Rovedera, Selvacce, Suino, Termine und Tiradelza.
Die Nachbargemeinden waren im Norden Sessa TI, im Osten Croglio, im Süden Cremenaga (IT-VA) und im Westen Luino (IT-VA).

## Geschichte
Der ursprüngliche Name der Gemeinde, die unter der Herrschaft der Sessa stand, lautete Albio und war bis ins 19. Jahrhundert in Gebrauch. Im 15. Jahrhundert gewährte ihr der Herzog von Mailand ein Privileg und übertrug ihr den Unterhalt der Strasse entlang der Tresa. Nach der Eroberung der Ennetbirgischen Vogteien durch die Schweizer kam die Gemeinde zum Territorium der Landvogtei Lauis (Lugano), einer Gemeinen Herrschaft der Schweizerischen Eidgenossenschaft, die im Jahr 1584 die ehemaligen mailändischen Privilegien der Gemeinde bestätigte; sie befreite 1584 die Einwohner von allen inneren Wegzöllen. Diesen Status behielt sie bis zum Ende des Ancien Régime.
Mit Luino kam es zu einem Grenzstreit, der schon 1604 bestand und 1671 beigelegt wurde. In der ersten Hälfte des 15. Jahrhunderts musste die Gemeinde dem Herzog von Mailand 13 Mann und Kriegsmaterial stellen. Zu jener Zeit bildete es eine Gemeinde, die vom übrigen Luganertal getrennt war und eine selbständige Verwaltung besass. An ihrer Spitze stand ein Podestà, der die zivile und die niedere Strafgerichtsbarkeit ausübte. Im Feldzug von Giornico begingen die Eidgenossen einige Verwüstungen in Monteggio.
Am 18. April 2021 fusionierte Monteggio mit den Gemeinden Croglio, Ponte Tresa und Sessa zur Gemeinde Tresa.

## Bevölkerung
Einwohnerzahlen: Volkszählungsdaten

## Sehenswürdigkeiten
- Oratorium Sant’Adalberto im Ortsteil Castello[5]
- Oratorium Santa Maria im Ortsteil Ramello[5]
- Wohnhaus Passera[5]
- Wohnhaus Ballinari des XVII. Jahrhunderts im Ortsteil Persico[5]
- Oratorium San Valentino im Ortsteil Crocivaglio[5]
- Platz und Haus mit Fresken[5]
- Feriendorf Bosco della Bella im Ortsteil Ponte Cremenaga, Architekt: Justus Dahinden[5]
- Villa Donati im Ortsteil Molinazzo[5]

## Kultur
- Associazione del Piccolo Museo di Sessa e Monteggio[6]